# 아에바노쓰보네
아에바노츠보네(일본어: 饗庭局 あえばのつぼね[*], 생년 미상 - 게이초 20년 5월 8일 (1615년 6월 4일))는 센고쿠 시대부터 에도 시대 초기에 걸쳐 살은 여성이다.

## 약력
아버지는 아자이씨의 일족인 타야 아키마사이고, 어머니는 아자이 스케마사의 적녀 아자이 츠루치요 (스이쇼인(栖松院))이다. 언니로는 카이즈노츠보네가 있다. 자녀로는 키무라 시게나리의 반가시라 나이토 나가아키이다.
아자이 나가마사의 딸로, 후에 도요토미 히데요시의 측실이 되는 요도도노의 유모 중 한 사람이 되어, 고급 시녀로서 섬겼다. 요도도노의 나시로로 몇 차례 보내졌다. 게이초 5년 (1600년)의 세키가하라 전투 때, 쿄고쿠씨가 농성하는 오오츠성에 사신으로 파견되어, 고다이인의 나시로인 코조스와 고야산의 사신 모쿠지키 오고와 함께 이를 성을 열게 하여, 쿄고쿠 타츠코를 구출했다. 또, 게이초 19년 (1614년), 호코지 종명사건 때는, 오오쿠라쿄노츠보네와 함께 도쿠가와 이에야스가 있는 슨푸로 갔다. 오사카 겨울의 진의 강화 때, 도쿠가와 이에야스에 재차 찾아가, 혈판을 요구하며 조코인과 함께 사신으로 향했다.
게이초 20년 (1615년), 오사카 여름의 진에서 패해 자살한 도요토미 히데요리와 요도도노를 따라, 아들 나가아키와 함께 자살하였다. <삼십이의사>로 기록에 남았다.

## 아에바노츠보네가 나온 작품
- 오사카성의 여자 (1970년, 칸사이테레비) - 배우 키타시로 마키코
- 봄의 언덕길 (1971년, NHK대하드라마) - 배우 신도 노리코
- 도쿠가와 이에야스 (1983년, NHK대하드라마) - 배우 카야시마 나루미
- 사나다 태평기 (1985년, NHK대하드라마) - 배우 오오하시 요시에
- 카스가노츠보네 (1989년, NHK대하드라마) - 배우 아카자 미요코